# Bamingui-Bangoran
Bamingui-Bangoran ist eine Präfektur der Zentralafrikanischen Republik mit der Hauptstadt Ndélé. Mit Stand 2022 wurden 82.108 Einwohner gemeldet, die Größe der Präfektur beträgt 58.460 km².
Bamingui-Bangoran ist unterteilt in 2 Subpräfekturen (jeweils mit ihrer Hauptstadt in Klammern):
- Ndélé (Ndélé)
- Bamingui (Bamingui)

## Geografie
Die Präfektur liegt im Norden des Landes und grenzt im Norden an den Tschad, im Nordosten an die Präfektur Vakaga, im Südosten an die Präfektur Haute-Kotto, im Süden an die Präfektur Ouaka, im Südwesten an die Präfektur Nana-Grébizi und im äußersten Westen an die Präfektur Ouham-Fafa. Die Grenzen der Präfektur orientieren sich dabei hauptsächlich an den Flüssen Bahr Aouk im Norden, dem Bamingui und Koukorou im Westen und dem Vakaga im Osten. Im Süden stellen die Höhenzüge der Nordäquatorialschwelle und im Südosten das Bongo-Massiv die Präfekturgrenze dar. Sämtliche Flüsse gehören zum Einzugsgebiet des Schari-Flusssystems im Tschadbecken.
Im Osten der Präfektur liegen der zum Weltnaturerbe der UNESCO gehörende Nationalparkkomplex Manovo-Gounda Saint Floris und im Westen liegt der Nationalpark Bamingui-Bangoran.
Die Flora und Fauna ist sehr reichhaltig und wird im Norden vom Vegetationstyp der Östlichen Sudan-Savanne und im Süden von der Nördlichen Kongo-Wald-Savanne bestimmt.